# Catacantha
Catacantha é um gênero de mariposa pertencente à família Bombycidae.